# الملا
اد ملا (به انگلیسی: Ad Mela) در پاکستان است که در مناطق قبیله‌ای فدرال واقع شده‌است.

## خصوصیات
اد ملا ۳٬۴۷۵ متر بالاتر از سطح دریا واقع شده‌است.